# الحكومات (مسلسل)
مسلسل الحكومات هو مسلسل كوميدي عراقي أنتجته قناة الشرقية الفضائية.
في هذا البرنامج يتمكن سعد خليفة من اقتناص الفرصة المناسبة لتوجيه النقد للحكومات وللقوات الأمريكية وللوضعية السياسية الغير مستقرة في العراق في 2006-2007:
- يظهر خليفة ليقول لصاحبته التي تستعد للسفر الي أمريكا لماذا تسافرين وعندنا ربع مليون أمريكي هل سترين أكثر من هذا العدد في أمريكا؟
- يصرخ سعد خليفة بان الأمريكان قرروا الخروج والانسحاب من العراق ولكن سيخرجون واحدا بعد آخر، وان مدة الانسحاب ستستغرق 624 سنة